# الطاقة في ألاسكا
الطاقة في ألاسكا لها مصادر هائلة. ويعتبر مخزون البترول و الغاز الطبيعي من المصادر الرئيسية للطاقة في ألاسكا. وطبقا لإدارة معلومات الطاقة, فتأتي ألاسكا في الترتيب الثاني في الأمم بالنسبة لإنتاج البترول.

## الغاز الطبيعي في ألاسكا
تعتبر ولاية ألاسكا منتج ومستهلك للغاز الطبيعي. في 2006, إستهلكت ألاسكا 180.4 بليون متر مكعب من الغاز.

| حصة الغاز من مجموع إستهلاك الولايات المتحدة (نسبة مئوية) | حصة الغاز من مجموع إستهلاك الولايات المتحدة (نسبة مئوية) | حصة الغاز من مجموع إستهلاك الولايات المتحدة (نسبة مئوية) | حصة الغاز من مجموع إستهلاك الولايات المتحدة (نسبة مئوية) | حصة الغاز من مجموع إستهلاك الولايات المتحدة (نسبة مئوية) | حصة الغاز من مجموع إستهلاك الولايات المتحدة (نسبة مئوية) | حصة الغاز من مجموع إستهلاك الولايات المتحدة (نسبة مئوية) |
| Use                                                      | 2001                                                     | 2002                                                     | 2003                                                     | 2004                                                     | 2004                                                     | 2006                                                     |
| -------------------------------------------------------- | -------------------------------------------------------- | -------------------------------------------------------- | -------------------------------------------------------- | -------------------------------------------------------- | -------------------------------------------------------- | -------------------------------------------------------- |
| سكني                                                     | 0.35                                                     | 0.33                                                     | 0.33                                                     | 0.37                                                     | 0.37                                                     | 0.47                                                     |
| تجاري                                                    | 0.52                                                     | 0.50                                                     | 0.54                                                     | 0.59                                                     | 0.56                                                     | 0.65                                                     |
| صناعي                                                    | 0.92                                                     | 0.88                                                     | 0.58                                                     | 0.65                                                     | 0.80                                                     | 0.58                                                     |
| وقود مركبات                                              | 0.09                                                     | 0.08                                                     | 0.09                                                     | 0.09                                                     | 0.17                                                     | 0.17                                                     |
| طاقة كهربية                                              | 0.61                                                     | 0.56                                                     | 0.67                                                     | 0.69                                                     | 0.67                                                     | 0.70                                                     |

## إستمثارات الطاقة
- وسط المواجهات الروسية الأمريكية حول العالم: وفد من گازپروم الحكومية الروسية وصل أنكوردج للتباحث في الاستثمار في مشاريع الطاقة في ألاسكا. الوفد، غير المسبوق في حجمه، يضم عدة مساعدين مباشرين بوتين.[3]